# Чикасо (Алабама)
Чикасо (англ. Chickasaw) — місто (англ. city) в США, в окрузі Мобіл штату Алабама. Населення — 6457 осіб (2020).

## Географія
Чикасо розташоване за координатами 30°46′17″ пн. ш. 88°4′47″ зх. д. / 30.77139° пн. ш. 88.07972° зх. д. (30.771450, -88.079697).  За даними Бюро перепису населення США в 2010 році місто мало площу 11,80 км², з яких 10,89 км² — суходіл та 0,91 км² — водойми.

## Демографія
Згідно з переписом 2010 року, у місті мешкало 6106 осіб у 2430 домогосподарствах у складі 1612 родин. Густота населення становила 517 осіб/км².  Було 2879 помешкань (244/км²).
Расовий склад населення:
| - 63,0 % — білих - 33,6 % — чорних або афроамериканців - 0,8 % — корінних американців - 0,5 % — азіатів |

До двох чи більше рас належало 1,2 %. Частка іспаномовних становила 2,3 % від усіх жителів.
За віковим діапазоном населення розподілялося таким чином: 26,9 % — особи молодші 18 років, 58,3 % — особи у віці 18—64 років, 14,8 % — особи у віці 65 років та старші. Медіана віку мешканця становила 35,1 року. На 100 осіб жіночої статі у місті припадало 86,0 чоловіків;  на 100 жінок у віці від 18 років та старших — 81,3 чоловіків також старших 18 років.
Середній дохід на одне домашнє господарство  становив 38 630 доларів США (медіана — 30 973), а середній дохід на одну сім'ю — 40 823 долари (медіана — 31 829). Медіана доходів становила 40 174 долари для чоловіків та 28 734 долари для жінок. За межею бідності перебувало 33,6 % осіб, у тому числі 46,1 % дітей у віці до 18 років та 14,4 % осіб у віці 65 років та старших.
Цивільне працевлаштоване населення становило 2093 особи. Основні галузі зайнятості: освіта, охорона здоров'я та соціальна допомога — 21,6 %, мистецтво, розваги та відпочинок — 14,0 %, роздрібна торгівля — 12,8 %.